# لاورل‌تون (کویینز)
لاورل‌تون (به انگلیسی: Laurelton) یک منطقهٔ مسکونی در ایالات متحده آمریکا است که در کویینز واقع شده‌است. لاورل‌تون در ناحیه کویینز ۱۳ واقع شده‌است و کد پستی آن ۱۱۴۱۳ و ۱۱۴۲۲ است. این منطقه در حوزه استحفاظی اداره پلیس ۱۰۵ شهر نیویورک قرار دارد.

## جمعیت
لاورل‌تون ۲۴٬۴۵۳ نفر جمعیت دارد.